# Rue du Marché-Neuf
La rue du Marché-Neuf est une ancienne rue de Paris, aujourd'hui disparue. Elle était située dans le quartier de la Cité et a disparu lors de la construction du bâtiment de la préfecture de police de Paris.

## Situation
Elle commençait rue de la Cité (rue du Marché-Palu avant 1834) et finissait quai du Marché-Neuf. Le quai du Marché-Neuf faisait partie de cette rue jusqu'au milieu du XIXe siècle. Elle était prolongée à l'est par la rue Neuve-Notre-Dame (aujourd'hui parvis Notre-Dame - place Jean-Paul-II),. 
Juste avant la Révolution française, elle dépendait de la paroisse Saint-Germain-le-Vieux. Pendant la Révolution française, elle fait partie de la section de la Cité, qui devient le quartier de la Cité lors de la création de l'ancien 9e arrondissement en 1795.

## Origine du nom
Cette fut ainsi nommé car il y avait à cet endroit l'ancien Marché-Neuf.

## Historique
Jusqu'en 1558, la rue du Marché-Neuf partait du débouché du pont Saint-Michel sur la rue de la Barillerie (moitié ouest de l'actuel boulevard du Palais) et finissait en impasse à l'est. Deux propriétés sont abattues afin de prolonger la rue jusqu'à celle du Marché-Palu.
La rue longeait le sud de l'église Saint-Germain-le-Vieux, détruite pendant la Révolution et sur laquelle est tracée le passage Saint-Germain-le-Vieux menant à la rue de la Calandre et à la rue aux Fèves.
En 1702, la rue, qui fait partie du quartier de la Cité, possède 60 maisons et 15 lanternes.
En 1840, la partie en retour d'équerre sur la Seine prend le nom de « quai du Marché-Neuf ».
En 1851, un décret déclare d'utilité publique la démolition de l'îlot entre la Seine et la rue de la Cité afin de prolonger le quai du Marché-Neuf. Les maisons au nord de la rue (côté pair) sont détruites au début des années 1860 pour permettre la construction des bâtiments de la préfecture de police de Paris. L'angle sud-est du bâtiment occupe l'emplacement de la rue.